# 平民村 (上海)
平民村是1920-30年代中華民國上海市政府為改善居住在草棚内的上海低收入居民居住環境而建设的住房。當時上海市政府通過向银行和企業借錢兴建了三个平民住所和四个平民村。平民村內的居民主要是原本住在草棚的居民。居民住進平民住房後需要向上海市财政局繳納租金，上海市财政局負責支出管理维修费用。

## 背景
1928年10月，闸北邢家宅长春路草棚发生大火，数百名居民无家可归。当月上海特别市政府决定建造平民住屋，並且组建「筹建平民住所委员会」。這一政府部門負責调查上海平民居住状况以及上海草棚分布情形、負責筹款、设计、選擇建筑地点、监督建设工程、制订平民住所管理方法。1930年7月，筹建平民住所委员会更名「平民住所委员会」。1931年7月1日，平民住所委员会全部工作移交給上海市工务局。1935年4月17日，「上海市平民福利事业管理委员会」成立。市府各局局长出任委员。該組織主要興建平民住所等事业。

## 建造
1931年，三处平民住所建成。第一平民住所位于全家庵路，占地22.863亩，建有平民住房100余间，後來劃歸其美路平民村。這些房屋後來全部毀壞；第二平民住所位于斜土路南、鲁班路东，占地面积23.998亩，建有平民住房400间，後來劃歸大木桥平民村。1937年被日军炸毁311间。1946年，上海市政府又出资修复，并改名為斜土路平民村；第三平民住所位于交通路北、中兴路南、孔家木桥路口，占地面积15.543亩，建有平民住房300间，後來劃歸普善路平民村。1937年，建築被日军攻佔，多数被毁坏。居民在已毀房屋騰出的空地上搭建棚屋。1946年12月25日，上海市政府工务局查勘該平民住所，不過未修复。後來该地区由於要建造上海新客站，大部分房屋均已拆迁。
1935年，其美路、中山路、大木桥和普善路四处平民住房建成，而且這些住宅區都命名为平民村，建筑面积合计2.69万平方米。其美路平民村位於四平路以西、大连西路以南、西近密云路、南至天宝西路，占地39.5亩，建有甲种住房214间，乙种36间。1937年被日軍炸毀62间。中國抗日戰爭結束后修复。上海戰役后改名为幸福村；中山路平民村位於中山北路北侧、光新路以西，占地52亩多，建有甲种住房330间。1937年，该村成为日军兵营，大部住宅成為日军的马厩，居民逃往苏州河以南的上海租界避难。一年后日军撤离，警察携带家属进住该村，并在1号房屋内设立警察所。中國抗日戰爭結束后修复。1945年9月，工人汤桂芬等在中共上海地下组织领导下，在该村1号房内设立沪西失业工人联合会，组织沪西地区棉纺、机器等40余家工厂的数万名失业工人發動名為“反饥饿，反迫害”的遊行。1987年，當地平民村29—319号之间的81个房屋被拆除，當局在此修建镇平路；大木桥平民村占地22亩多，建有甲种住房160间，乙种8间。1937年，该村房屋大多被日军毁坏。1946年8月，上海市政府出资修复，此時大木桥平民村共有住房154间，附屋4间，并改名为市民新村。1983年，上海市化工局等单位联合拆除改建市民新村多层楼房，此後市民新村不復存在；普善路平民村位於普善路以东，南近普善横路，占地48.5亩，建有甲种住房252间。1937年後被日军攻占，有10多幢房屋被日军用作马厩，126个房間毁坏。中國抗日戰爭結束后修复。

## 管理
第一批平民住所建成後，當局設总管理员一人，負責上海全市平民住所事务，每一平民住所设管理员一人。這些人都由上海市社会局任命。1935年，上海市社会局規定其美路平民村、大木桥平民村、普善路平民村每个村设主任一人，另有助理员38人。